# Valérie Piller Carrard
Valérie Piller Carrard, née le 9 septembre 1978 à Billens (originaire de Font et de Dirlaret), est une personnalité politique suisse, membre du parti socialiste. 
Elle est députée du canton de Fribourg au Conseil national depuis décembre 2011.

## Biographie
Valérie Piller naît le 9 septembre 1978 à Billens, dans le canton de Fribourg. Elle est originaire de deux autres communes du canton, Font et Dirlaret.
Fille d'ouvriers et aînée de trois sœurs, elle grandit à Domdidier. En 1995, elle déménage à Gletterens.
Après avoir obtenu une maturité de type moderne à Fribourg en 1998, elle entame des études en Lettres à l'Université de Fribourg de 2000 à 2003 pour devenir enseignante, mais décide de changer de voie. Elle exerce alors la profession d'employée de commerce dans des agences immobilières de 2003 à 2011 et obtient un CFC d'employée de commerce en 2005 à l'École professionnelle de la Broye.
Mariée à Alexandre Carrard depuis 2009 et mère de trois enfants, elle est domiciliée à Cheyres dans le canton de Fribourg depuis 2013.

## Parcours politique
Candidate à la Constituante du canton de Fribourg à l'âge de 20 ans sur une liste apparentée au Parti socialiste, elle y adhère deux ans plus tard, et devient est députée au Grand Conseil de novembre 2001 à novembre 2011. Elle siège de 2006 à 2009 dans la commission de naturalisation.
Elle est en parallèle conseillère communale (exécutif) dans la commune de Gletterens de 2004 à 2009. Elle est également présidente du PS de la Broye de 2008 à 2017.
En mars 2018, elle est candidate au Conseil d'État fribourgeois à la suite de la démission de la Verte Marie Garnier, ce qui crée une bisbille avec l'allié écologiste qui présente la députée broyarde Sylvie Bonvin-Sansonnens. Valérie Piller Carrard se qualifie pour le second tour en terminant à la deuxième place, avec 1 500 voix d'avance sur la candidate verte mais avec 2 400 voix de moins que le candidat libéral-radical Didier Castella, qui est élu au second tour. À nouveau candidate lors des élections cantonales fribourgeoises de 2021, elle ne parvient pas à maintenir le deuxième siège socialiste au gouvernement, et finit à la huitième place.
Elle est élue à l'un des six postes de vice-président du Parti socialiste suisse le 25 février 2023, en remplacement d'Elisabeth Baume-Schneider.

### Conseillère nationale
Le 5 décembre 2011, elle accède au Conseil national. Elle est réélue le 18 octobre 2015, en octobre 2019, avec le troisième meilleur score du canton et en octobre 2023 avec le deuxième meilleur score du canton.
Elle siège au sein de la Commission de gestion (CdG) de décembre 2011 à mars 2013 puis tout au long de son second mandat (décembre 2015 à décembre 2019), au sein de la Commission des transports et des télécommunications (CTT) de mars 2013 à décembre 2015 puis à nouveau depuis décembre 2019, au sein de la Commission des institutions politiques (CIP) de décembre 2015 à décembre 2019 et au sein de la Commission de la science, de l'éducation et de la culture (CSEC) depuis décembre 2019. Elle préside cette dernière commission de juin 2021 à novembre 2021.

### Autres mandats
Elle est présidente de Pro Familia Suisse depuis mars 2017.